# Кенеш, Бюлент
Бюлент Кенеш — турецкий журналист, редактор Today’s Zaman, бывший редактор журнала Bugun.

## Биография
В октябре 2015 года был арестован за оскорбление президента Турции Реджепа Тайипа Эрдогана. Ранее был приговорён к 21 месяцу тюрьмы антиэрдоганские сообщения в Твиттере. Стал вторым редактором газеты, арестованным после того, как Экрем Думанлы был взят под стражу на три дня в декабре 2014 года. Позже в этом же месяце мировой судья постановил, что Кенеш не совершал никакого преступления, и потребовал его немедленного освобождения из тюрьмы Силиври, где он содержался почти неделю. Суд постановил, что сообщение Бюлента Кенеша в Твиттере не является преступлением и что его арест противоречит статье 10 Европейской конвенции о правах человека.
26 июля 2016 года Кнеш снова был арестован вместе с 46 другими бывшими сотрудниками ежедневной газеты после попытки государственного переворота под тем предлогом, что он и его бывшие коллеги знали о сети Гюлена, признанной ответственной за попытку государственного переворота в Турции.
Беженцу в Швеции Бюленту Кенешу угрожает экстрадиция в Турцию, поскольку Реджеп Тайип Эрдоган потребовал передать ему политических беженцев в обмен на вступление Швеции в НАТО. В феврале 2022 года он был вызван шведскими спецслужбами на допрос. В ноябре того же года турецкая проправительственная газета Sabah опубликовала фото и видео нескольких турецких диссидентов, бежавших в Швецию, с их адресами, в том числе Бюлента Кенеша. Затем было совершено нападение на двух турецких журналистов, укрывшихся в Швеции.